# Fripp & Eno
Fripp & Eno — британская музыкальная группа, образованная в 1973 году Робертом Фриппом и Брайаном Ино и состоящая из них двоих (для записи некоторых альбомов приглашаются и другие музыканты). На данный момент дуэт официально выпустил четыре студийных альбома (альбом Брайана Ино Headcandy также был, по сути, сотрудничеством между ними). 
Музыка, созданная этой парой, полностью инструментальная, получила неоднозначное признание критиков. В каждой работе группы широко использовалась «фриппертроника» (техника зацикливания ленты) в сочетании с электронной гитарой Фриппа (с последующей обработкой звука Ино) и игра Ино на различных клавиатурах и синтезаторах.

## Дискография
Студийные альбомы:
- (No Pussyfooting) (1973)
- Evening Star (1975)
- The Equatorial Stars (2004)
- Beyond Even (1992–2006) (2007)

Концертные альбомы:
- May 28, 1975 Olympia Paris, France (2011)[1]

Компиляции:
- (No Pussyfooting)/Evening Star
- The Essential Fripp and Eno (1994)